# Хриб (Шмарєшкі Топлиці)
Хриб (словен. Hrib) — поселення в общині Шмарєшкі Топлиці, регіон Південно-Східна Словенія, Словенія.